# Семянка

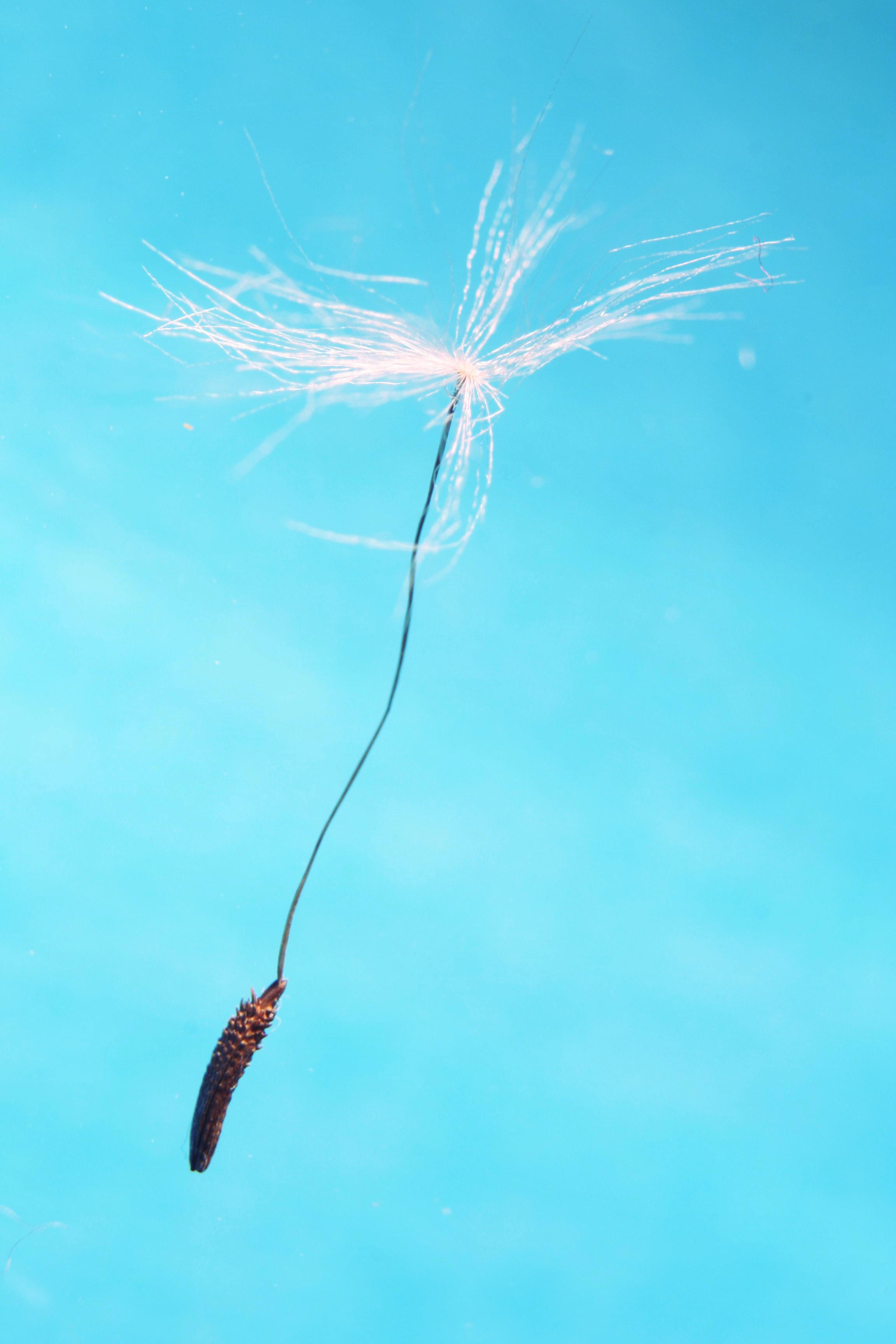
Семянка Одуванчика лекарственного с паппусом.

Семянка (лат. achenium) — простой паракарпный (то есть образовавшийся из паракарпного гинецея) сухой односемянный невскрывающийся плод с кожистым перикарпием (околоплодником).
Между семенем и перикарпием обычно имеется полость.
Этот тип плода характерен для представителей семейств Астровые, или Сложноцветные (Asteraceae), и Ворсянковые (Dipsacaceae).
Семянки нередко имеют различные образования, паппусы: хохолки и крыловидные выросты у тех растений, которые распространяются с помощью ветра, крючочки и шипы — для распространения с помощью животных.
Иногда слово семянка неверно используют для обозначения других типов плодов, например, орешков.

## Примеры
Одуванчик, полынь, цикорий, лопух, прострел, череда, репейник, подсолнечник, тюльпан и др.